# Musztaj Karim
Musztaj Karim, oroszul: Мустай Карим, baskírul: Мостай Кәрим (Kljasevo, 1919. október 20. – Ufa, 2005. szeptember 21.) baskír költő, író, drámaíró.

## Életútja
Az 1930-as évek közepén kezdett írással foglalkozni. 1938-ban jelent meg első verseskötete, A különítmény elköltözött (Отряд ҡуҙғалды) címmel, majd 1941-ben – a második – A tavasz hangjai (Яҙғы тауыштар).
1941-ben diplomázott a Baskír Állami Pedagógiai Intézet Nyelvi és Irodalomtudományi Karán. Ezt követően besorozták a Vörös Hadseregbe. 1942 augusztusában súlyosan megsebesült, hat hónapot töltött kórházakban. Felgyógyulása után haditudósítóként tért vissza a frontra. 1944-ben az SZKP tagja lett. 1955 és 1980 között az SZKP kongresszusának küldöttévé választották.
1940 óta a Szovjetunió Írószövetségének a tagja volt. 1951 és 1962 között a Baskír ASZSZK Írószövetségének az elnöke, 1962 és 1984 között az Oroszországi SZSZSZK Írószövetségének a titkára volt. Több mint 100 vers- és prózagyűjteménye, valamint több mint tíz drámai műve jelent meg.

## Főbb művei
- Отряд ҡуҙғалды (A különítmény elköltözött) (1938, verseskötet)
- Яҙғы тауыштар (A tavasz hangjai) (1941, verseskötet)
- Европа-Азия (Európa-Ázsia) (1954)
- Ай тотолған төндә / В ночь лунного затмения (Holdfogyatkozás) (1964)
- Времена (Idők) (verseskötet)
- Похищение девушки (Leányrablás)
- Таганок (Taganok)
- Помилование (Bocsánat)
- Долгое-долгое детство (Hosszú, hosszú gyermekkor)
- Деревенские адвокаты (Faluügyvédek)

Filmadaptációk
- Долгое-долгое детство (2005)[6]
- My Little Sister (2019)[7]
- Отряд Таганок (2020)[8]
- Сестрёнка (2023)

Magyarul megjelent műve
- Mai szovjet drámák I–II., szerkesztette Nemes G. Zsuzsanna, Európa Kiadó, Budapest, 1980
  - Holdfogyatkozás (dráma), fordította: Kerék Imre

## Díjai, elismerései
- Vörös Csillag-rend (1944)
- Honvédő Háború Hőse (1945, 1985)
- Méltóság Érdemrendje (1949)
- A Munka Vörös Zászló Érdemrendje (1955, 1969)
- Lenin-rend (1967, 1979)
- Szalavat Julajev-díj (1967)
- A Szovjetunió Állami Díja (1972)
- Hans Christian Andersen-díj (1978)
- Szocialista Munka Hőse (1979)
- Barátság Rendje (1984)
- Lenin-díj (1984)

## Emlékezete
- Az Ufai Nemzeti Ifjúsági Színháza vette fel a nevét.[9]
- Ufában utcát neveztek el róla.[9]
- A 158-as középiskola felvette a nevét.[9]